# Abyei (regio)
Abyei is een omstreden regio in (Zuid-)Soedan. Noord-Soedan rekent de regio tot de staat West-Kordofan, terwijl Zuid-Soedan de regio indeelt in de staat Northern Bahr el Ghazal. Abyei telt naar schatting 34.000 inwoners.
De status van de regio werd in 2005 vastgelegd in het Comprehensive Peace Agreement (CPA), dat een einde maakte aan de Tweede Soedanese burgeroorlog, die vanaf 1983 had gewoed.
De regio is voor beide landen aantrekkelijk vanwege de olierijkdom. Op 21 mei 2011 werd het gebied door Noord-Soedanese troepen en milities bezet. Het referendum dat over de status van het gebied zou worden gehouden is voor onbepaalde tijd uitgesteld.